# Горохове (Конотопський район)
Горо́хове —  село в Україні, у Кролевецькій міській громаді Конотопського району Сумської області. Населення становить 9 осіб. До 2020 орган місцевого самоврядування — Мутинська сільська рада.

## Географія
Село Горохове знаходиться на відстані 10 км від міста Кролевець на автомобільній дорозі Т 1907. На відстані 1 км розташовані село Жабкине і вже неіснуюче село Малинове.

## Символіка
На гербі зображені голова собаки і стручок гороха з горошинами. Собака символізує вірність. У часи існування Кролевецького повіту (червоний колір на гербі) Чернігівської губернії до його складу входило село Горохове. Під час утворення Сумської області, не всі села повіту перейшли до її складу, втому числі і село Горохове лишилося на Чернігівщині. Кролевець не змирився з втратою села й утворив нове село з такою ж назвою. Горох вказує на назву населеного пункту (герб є промовистим).

## Історія
За переписом 1897 р. у Чернігівській губернії було два козацькі Горохові хутори, один при озері Гороховка в Атюшській волості Кролевецького повіту, другий – при безіменному озері в Батуринській волості Конотопського повіту. У 1899 р. було об’єднано два Горохові хутори в  одне село Горохові хутори. З утворенням Сумської області в 1939 р. село Горохове залишилося в Чернігівській області в Коропському районі, а Конотоп та Кролевець відійшли зі своїми урізаними районами до Сумської області. Кролевець не змирився з втратою села Горохове й утворив нове село Горохове за 10 км від себе по дорозі до Мутина, поряд зі старими хуторами, що стали зватися селами: Малинове, Жабкине, Кащенкове, Отрохове, Кубахове…
12 червня 2020 року, відповідно до розпорядження Кабінету Міністрів України № 723-р «Про визначення адміністративних центрів та затвердження територій територіальних громад Сумської області», село увійшло до складу Кролевецької міської громади.
19 липня 2020 року, в результаті адміністративно-територіальної реформи та ліквідації Кролевецького району, увійшло до складу новоутвореного Конотопського району.

## Населення

### Мова
Розподіл населення за рідною мовою за даними :
| Мова       | Кількість | Відсоток |
| ---------- | --------- | -------- |
| українська | 9         | 100%     |